# Delhi (falu, New York)
Delhi település az Amerikai Egyesült Államok New York államában, Delaware megyében, melynek megyeszékhelye is. Lakosainak száma 2721 fő (2020. április 1.).

## Története

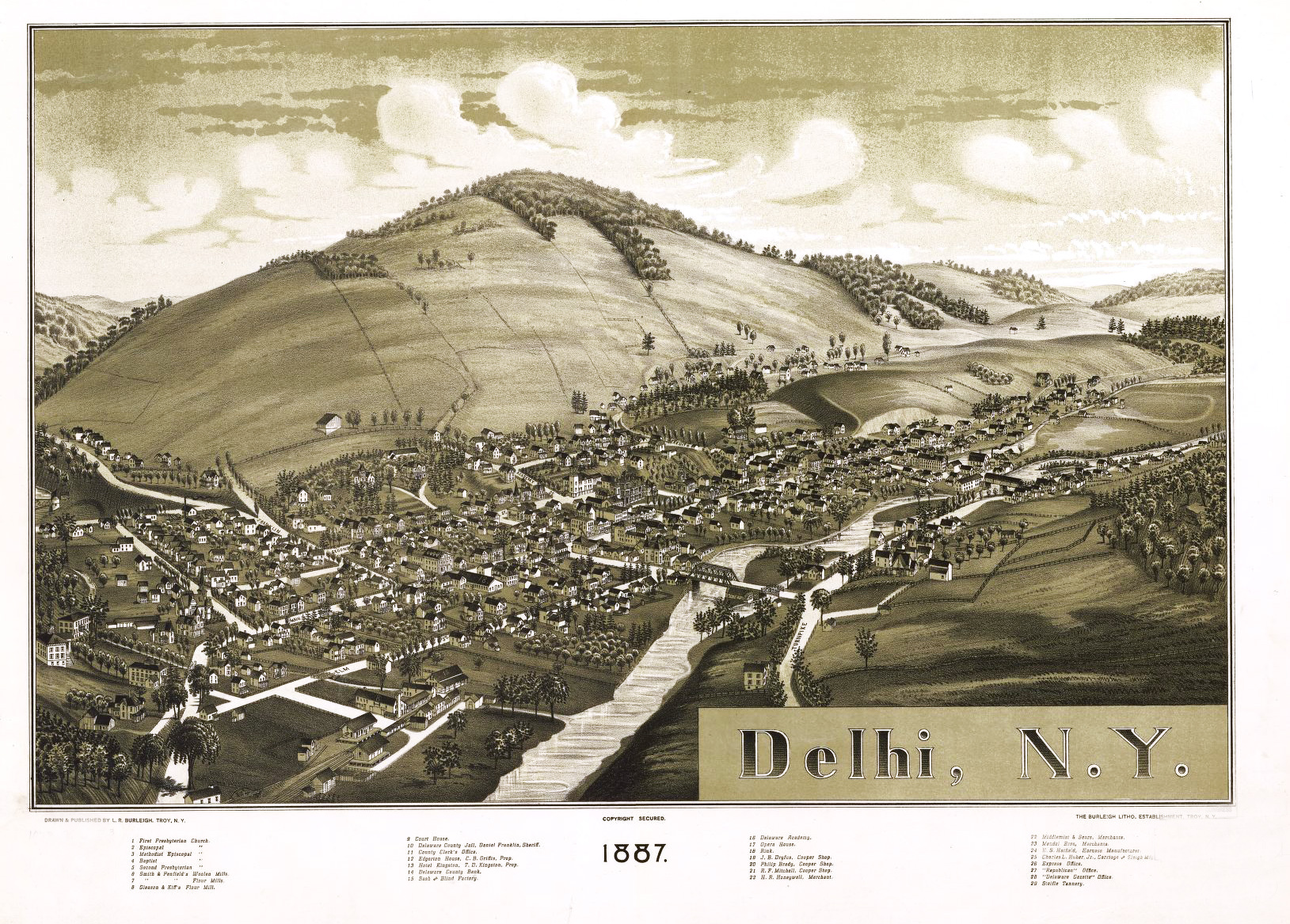
Delhi 1887-ben

Delhit hivatalosan 1821-ben jegyezték be faluként.
A Delaware megyei bíróság, az Első Presbiteriánus Egyház temploma, a Szent János templomkomplexum és az Egyesült Államok postája szerepel a Történelmi Helyek Nemzeti Jegyzékében.

## Népesség
A település népességének változása:

| 2010 | 3 087 |
| 2020 | 2 721 |

## Híres személyek
- Michael Herr (1940. április 13. – 2016. június 23.) amerikai író és haditudósító.